# Daniel K. Ludwig

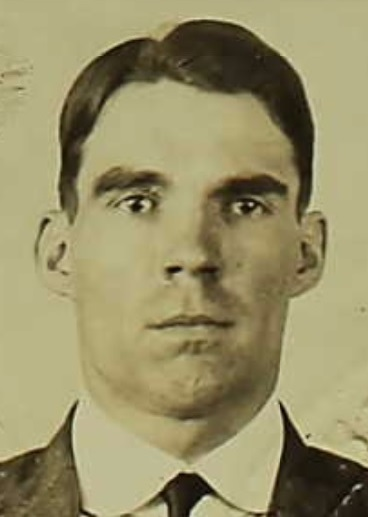
Daniel K. Ludwig

Daniel Keith Ludwig (* 24. Juni 1897 in South Haven, Michigan; † 27. August 1992 in New York City) war ein US-amerikanischer Reeder, Unternehmer und Philanthrop. Ludwig galt aufgrund seines Milliardenvermögens zeitweise als reichster Mann der Welt.

## Leben
Nach dem Abschluss der Schule heuerte Ludwig als Maschinist und Konstrukteur bei verschiedenen Reedereien an. Er machte sich bereits im Alter von 19 Jahren selbstständig, indem er ein altes Dampfschiff in einen Lastkahn umwandelte und Molasse auf den Großen Seen transportierte. 1925 gründete er die American Tankers Corporation und begann Öl zu transportieren. In den 1930er Jahren gründete er das Unternehmen National Bulk Carriers. Er konstruierte und baute die bis dahin größten Tanker der Welt, die bis heute als Meilenstein in der Geschichte des Schiffbaus gelten. Durch den geschäftlichen Erfolg seiner Reederei, die zur größten in der Geschichte der Vereinigten Staaten anwuchs und vor allem im Ölgeschäft tätig war (seine Tankerflotte hatte etwa fünf Millionen Tonnen Tragfähigkeit), sowie durch Investitionen unter anderem in Grundstücke und Immobilien erwirtschaftete sich Ludwig ein Milliardenvermögen. Ihm gehörten unter anderem eigene Bergwerke, Ölfelder, eine Schiffswerft in Japan sowie ein Bankhaus. Im Jahr 1955 übernahm er die American-Hawaiian Steamship Company, die in den 1960er Jahren die Planstadt Westlake Village in Kalifornien errichten ließ.
In Brasilien gründete er das Jari-Projekt, bei der in den 1970er Jahren Regenwald auf einer Fläche in etwa der Größe Belgiens durch Eukalyptus-Pflanzen ersetzt wurde, die einen schnellen Profit versprachen. Allerdings scheiterte das Projekt, da die Böden nach wenigen Jahren Monokultur verarmt waren. Anschließend gab Ludwig das Land an die Regierung zurück.
Ludwig, der stets sehr zurückgezogen lebte, war bedeutender Kunstsammler, Mäzen und Philanthrop. 1971 gründete er das Ludwig Institute for Cancer Research, das sich bis heute teilweise aus seinem Stiftungsvermögen finanziert. Bis 2014 beliefen sich seine Spenden auf 2,5 Milliarden US-Dollar.